# Kuplisk
Kuplisk [pronunciación en polaco: /ˈkuplisk/] es un pueblo ubicado en el distrito administrativo de Gmina Janów, dentro del Condado de Sokółka, Voivodato de Podlaquia, en el norte de Polonia oriental. Se encuentra aproximadamente a 4 kilómetros al noreste de Janów, a 19 kilómetros al noroeste de Sokółka, y a 42 kilómetros al norte de la capital regional Białystok.